# Changra
Changra es un caserío peruano ubicado en el distrito de Pacaipampa, perteneciente a la provincia de Ayabaca del departamento de Piura, al norte del Perú.

## Ubicación
Changra se ubica al sur de la provincia de Ayabaca, en el distrito de Pacaipampa, en el departamento de Piura.

## Demografía
En 2017 Changra tenía una población de 149 habitantes.
| Gráfica de evolución demográfica de Changra entre 1993 y 2017 |
|                                                               |
| Fuentes: Población 1993 y 2017                                |